# أل باتون
أل باتون (بالإنجليزية: Al Paton)‏ هو منتج أسطوانات جنوب أفريقي، ولد في 1975.